# ジャン＝バティスト・ウードリー
ジャン＝バティスト・ウードリー（Jean-Baptiste Oudry、1686年3月17日 - 1755年4月30日）は、フランスの画家である。

## 略歴
パリで生まれた。父親は画家、画商のジャック・ウードリーで、 Académie de St-Luc という美術学校を経営していた。初期の教育は父親から受けた。その後、肖像画家、ニコラ・ド・ラルジリエール（Nicolas de Largillière）の工房で5年間学んだ。1714年から父親の美術学校で教えた。1719年にパリの王立絵画彫刻アカデミーの会員になり、1724年にルイ15世の宮廷画家になった。1725年にボーヴェのタペストリ製造の美術監督となり、1733年からはパリのタペストリ製造を監督した。1743年には王立アカデミーの教授に任じられた。
はじめ肖像画を描いたが、1715年頃から静物画、動物画を描くようになった。王室宮殿の装飾画も描いた。猟犬や狩の情景が得意のテーマであった。動物画の中には1741年にヨーロッパ（アムステルダム）に運ばれ、その後17年間、パリを含むヨーロッパを巡業したインドサイの「クララ」を描いた絵もある。
ドイツではメクレンブルク公、クリスティアン・ルートヴィヒ2世がウードリーの絵の愛好者、収集家となり、メクレンブルク公が注文するなどして収集された作品が北ドイツのシュヴェリーンの州立シュヴェリーン美術館に収蔵されている。

## 作品

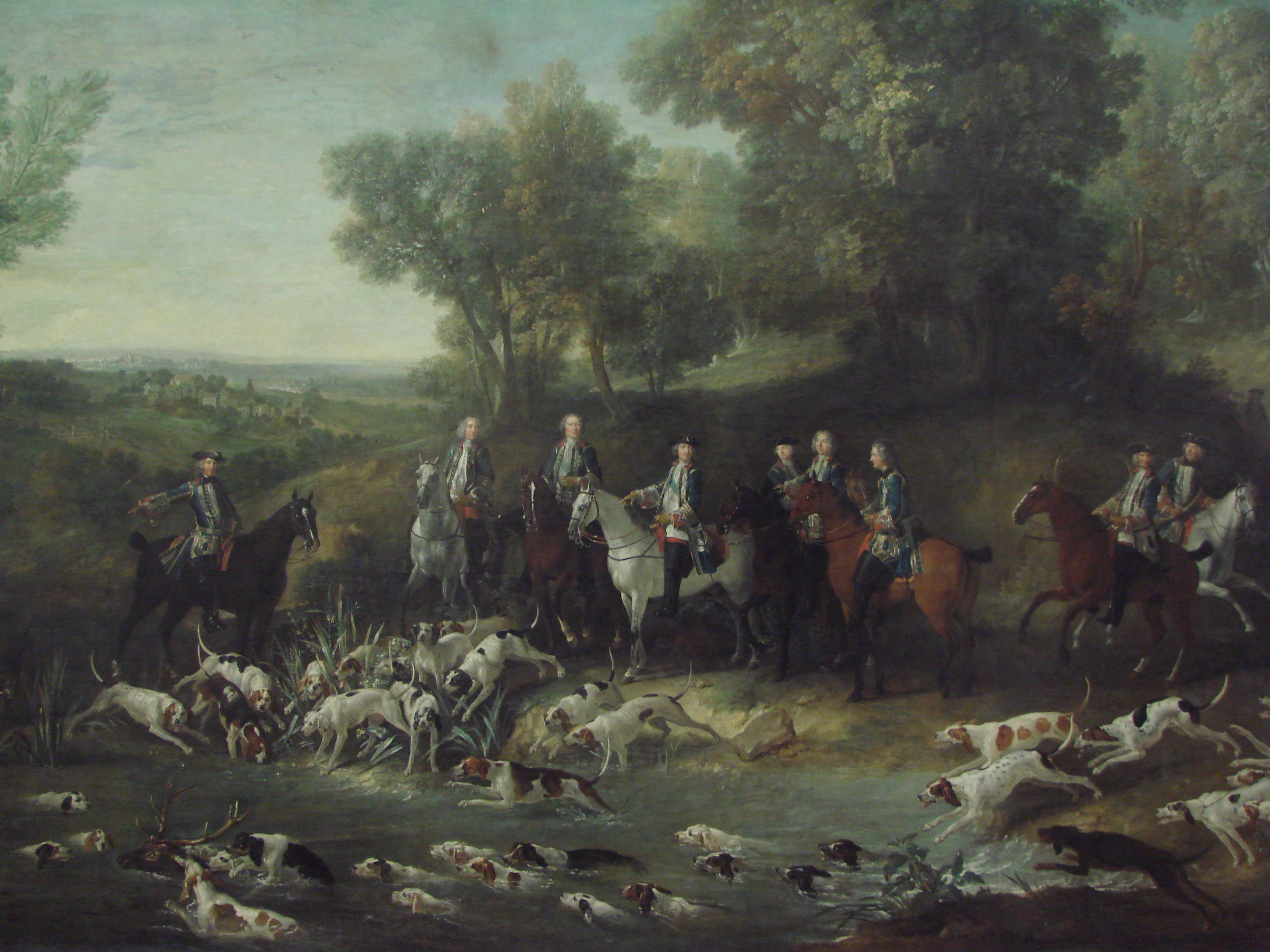
「1730年のルイ15世の鹿狩り」
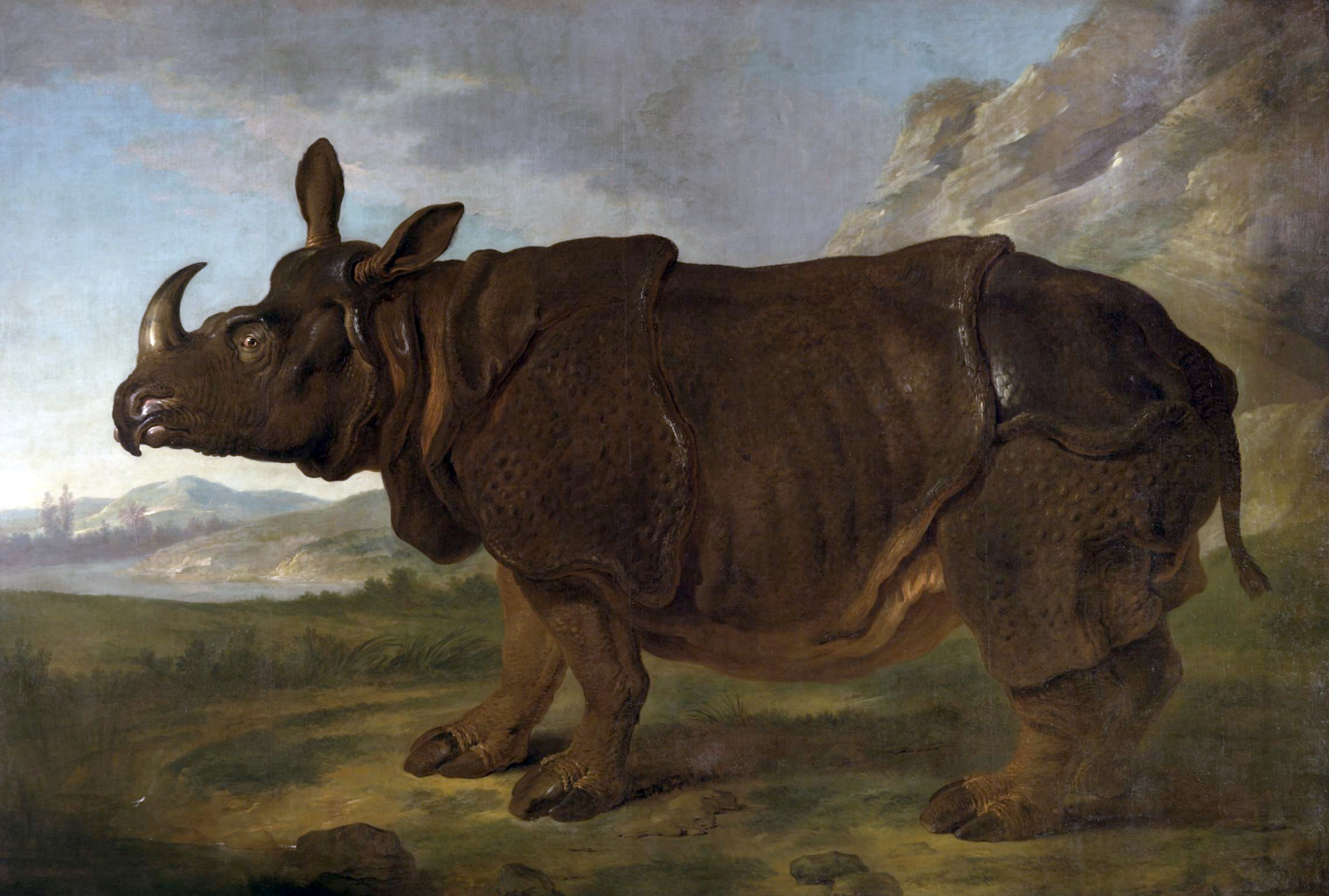
「サイのクララ」 (1749)
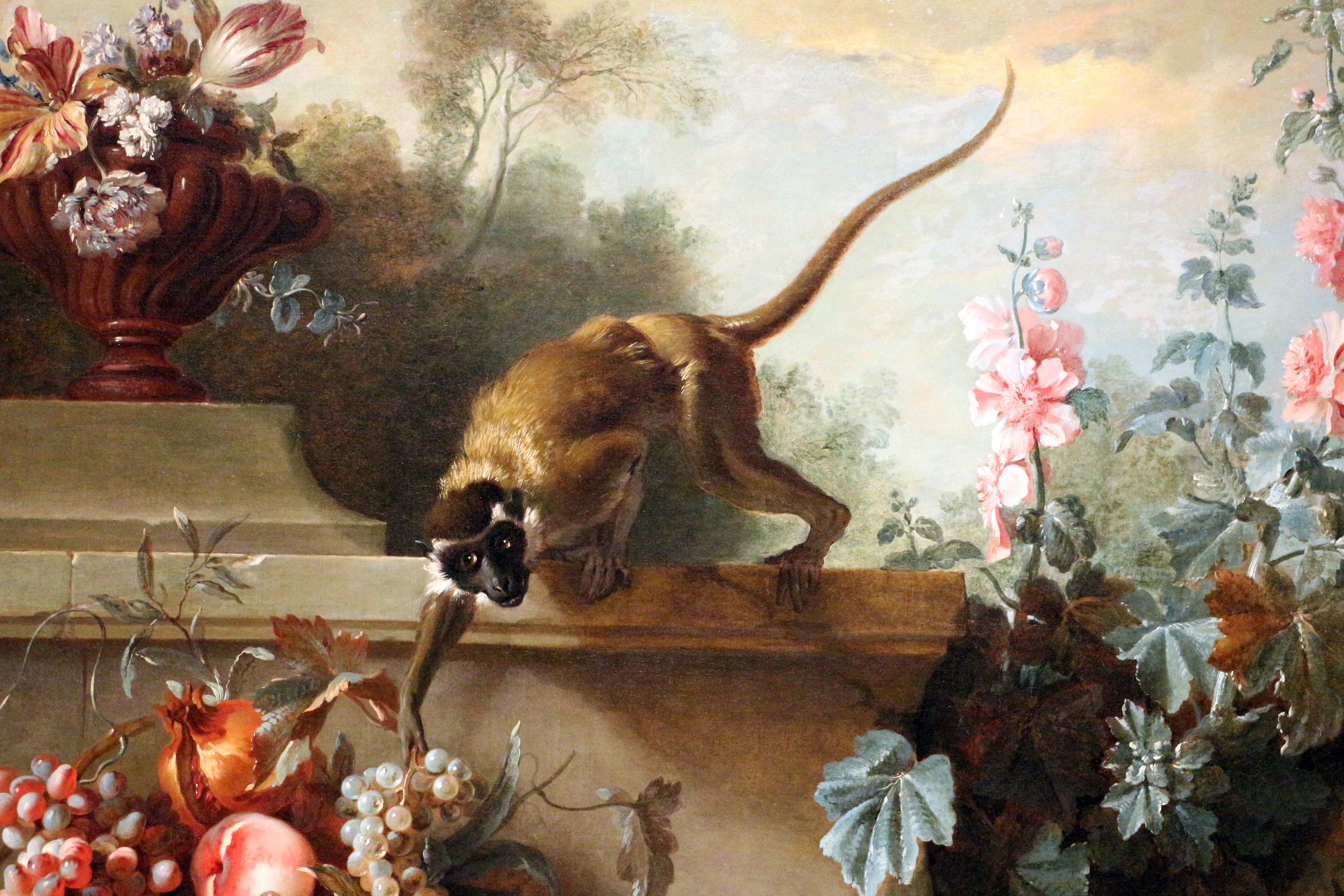
「猿、果物、花」 (1724)

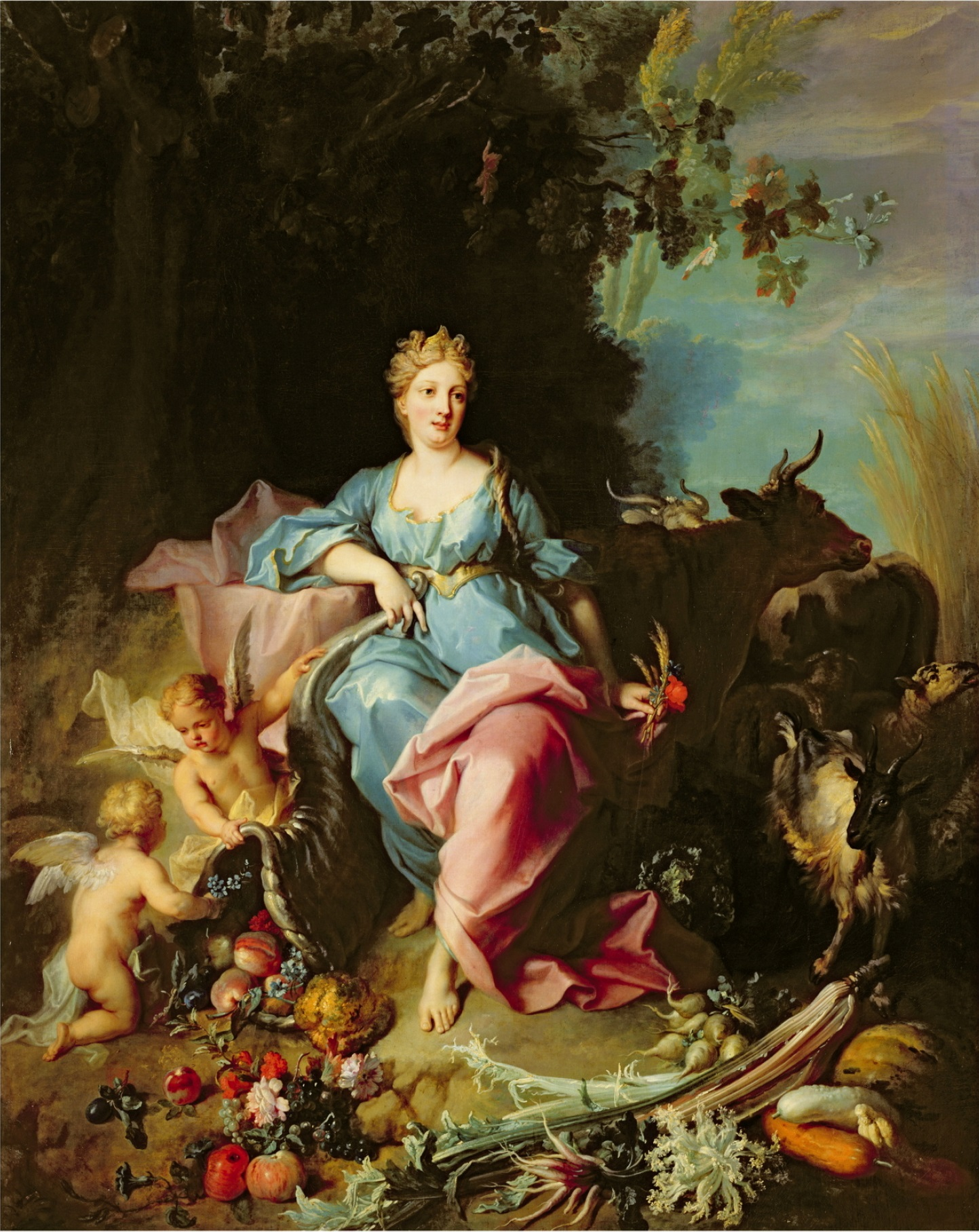
L'Abondance (1719)
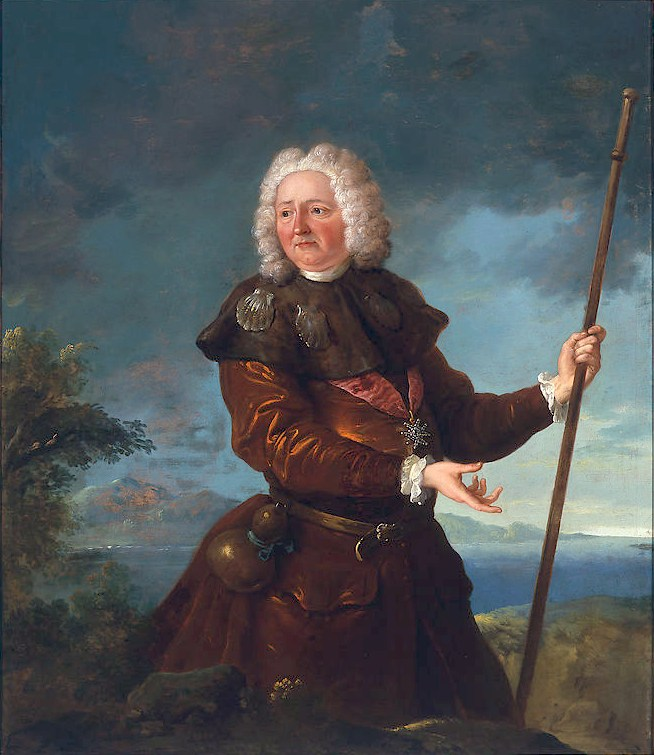
スタニスワフ・レシチニスキ
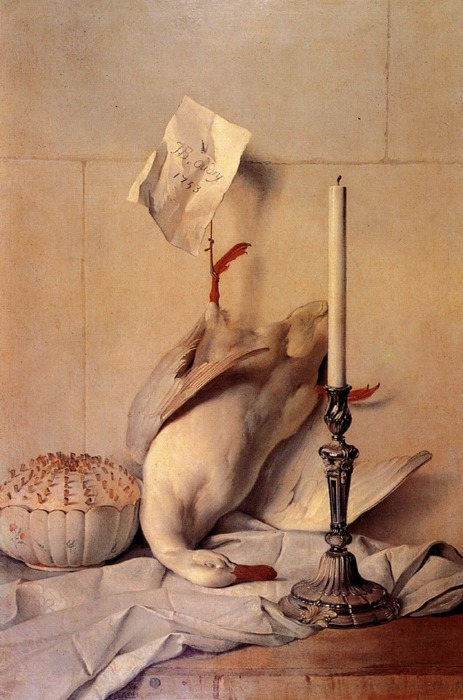
Anatra bianca, 1753 (perduto)
Setter, The Lion and the Fly (1732)
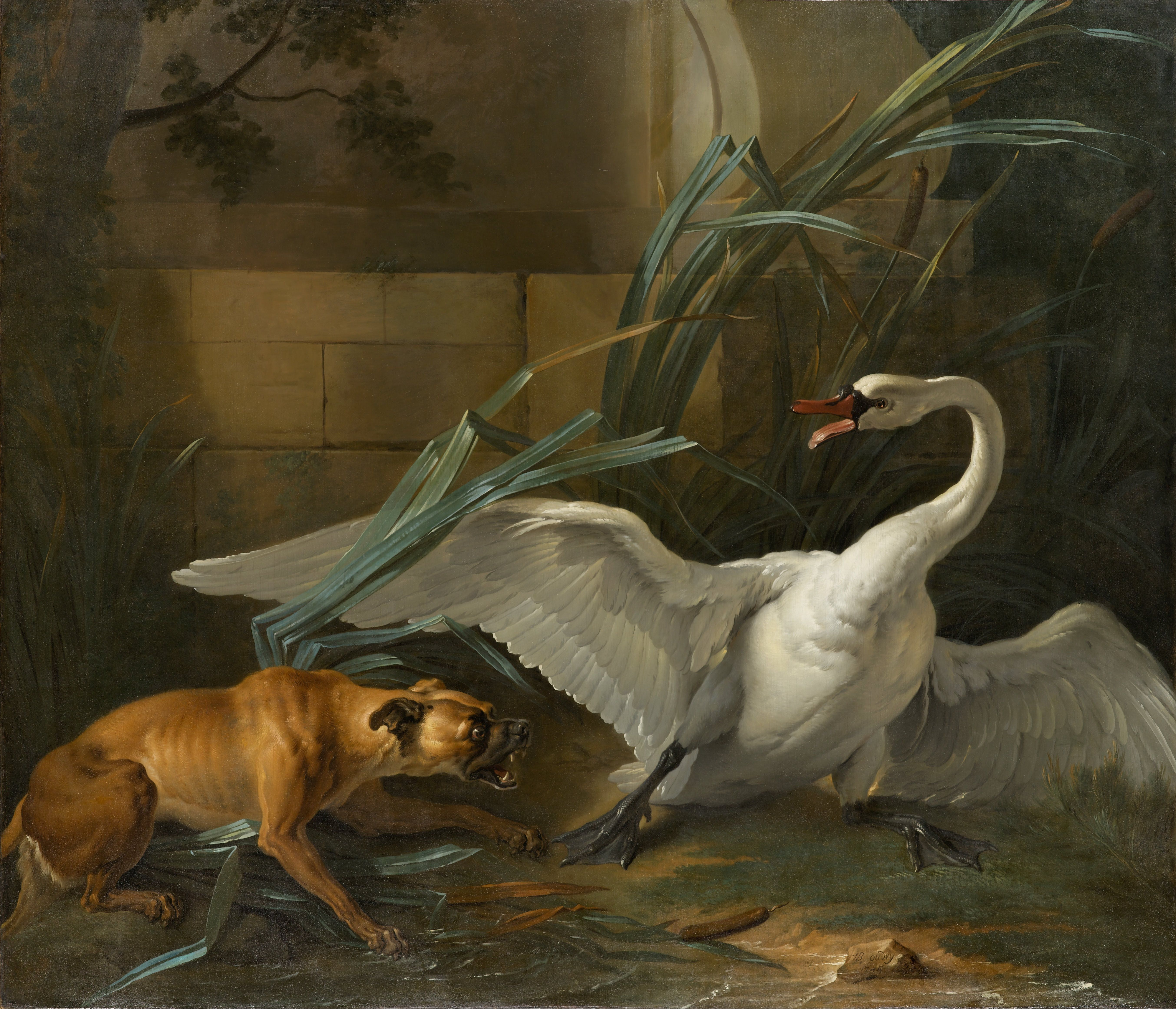
「犬に襲われる白鳥」, (1745)